# Andre Hidi
Andre Lawrence Hidi (* 5. Juni 1960 in Toronto, Ontario) ist ein ehemaliger kanadischer Eishockeyspieler, der im Verlauf seiner aktiven Karriere zwischen 1979 und 1986 unter anderem 130 Spiele für die Binghamton Whalers in der American Hockey League (AHL) auf der Position des linken Flügelstürmers bestritten hat. Darüber hinaus absolvierte Hidi in seiner kurzen Profikarriere weitere neun Partien für die Washington Capitals in der National Hockey League (NHL).

## Karriere
Hidi spielte mit Beginn der Saison 1979/80 für die Peterborough Petes in der Ontario Major Junior Hockey League (OMJHL), nachdem er zuvor in der unterklassigen Juniorenliga Central Ontario Junior Hockey League (COJHL) bei den Dixie Beehives gespielt hatte. Mit den Petes gewann er im Frühjahr 1980 den J. Ross Robertson Cup der Liga und nahm anschließend mit der Mannschaft am Memorial Cup teil. Der Flügelspieler selbst wurde nach dem Erfolg im NHL Entry Draft 1980 in der achten Runde an 148. Stelle von den Colorado Rockies aus der National Hockey League (NHL) ausgewählt. Statt jedoch in den Profibereich zu wechseln, entschied sich der 20-Jährige dazu, ein Studium an der University of Toronto zu beginnen. Dadurch spielte er in den folgenden vier Jahren – bis zum erfolgreichen Abschluss des Studiums – parallel für die Eishockeymannschaft der Universität seiner Geburtsstadt. Mit den Toronto Varsity Blues verbrachte er in diesem Zeitraum eine überaus erfolgreiche Zeit, die im Jahr 1984 mit dem Gewinn der kanadischen Collegemeisterschaft der Canadian Interuniversity Athletics (CIAU) gekrönt wurde. Dabei war Hidi der wertvollste Spieler der Playoffs um die Meisterschaft.
Nach seiner Studienzeit sahen die New Jersey Devils – als Nachfolger des Transferrechteinhabers Colorado Rockies – von einer Verpflichtung des Stürmers ab, der daraufhin Ende März 1984 als sogenannter Free Agent einen Vertrag bei den Washington Capitals aus der NHL unterzeichnete. Noch zum Ende der Saison 1983/84 debütierte Hidi für die US-amerikanischen Hauptstädter und kam zudem in den Stanley-Cup-Playoffs 1984 zu zwei Einsätzen. Auch zum Beginn des Spieljahres 1984/85 stand er sechsmal im Aufgebot Washingtons und sammelte dabei drei Scorerpunkte. Dennoch wurde der Kanadier daraufhin zum Farmteam Binghamton Whalers in die American Hockey League (AHL) abgeschoben, wo er bis zum Ende der Spielzeit 1985/86 zum 130 Einsätzen kam. Im Juni 1986 bat der 26-Jährige jedoch um die Auflösung seines laufenden Vertrags und zog sich aus dem aktiven Profisport zurück, um sein Studium an der Stanford Graduate School of Business fortzuführen.

### International
Für sein Heimatland nahm Hidi mit der kanadischen U20-Nationalmannschaft an der Junioren-Weltmeisterschaft 1980 in der finnischen Hauptstadt Helsinki teil. Dabei kam er in fünf Turnierspielen zum Einsatz und erzielte zwei Tore. Die Kanadier belegten am Turnierende den fünften Platz.

## Erfolge und Auszeichnungen
| - 1980 J.-Ross-Robertson-Cup-Gewinn mit den Peterborough Petes - 1982 OUAA Second All-Star Team - 1983 OUAA First All-Star Team - 1984 CIAU-Meisterschaft mit der University of Toronto | - 1984 CIAU Playoff MVP - 1984 CIAU All-Canadian Team - 2014 Aufnahme in die University of Toronto Hall of Fame |

## Karrierestatistik

### International
Vertrat Kanada bei:
- Junioren-Weltmeisterschaft 1980

(Legende zur Spielerstatistik: Sp oder GP = absolvierte Spiele; T oder G = erzielte Tore; V oder A = erzielte Assists; Pkt oder Pts = erzielte Scorerpunkte; SM oder PIM = erhaltene Strafminuten; +/− = Plus/Minus-Bilanz; PP = erzielte Überzahltore; SH = erzielte Unterzahltore; GW = erzielte Siegtore; 1 Play-downs/Relegation; Kursiv: Statistik nicht vollständig)